# SR-100
SR-100  — немецкая снайперская винтовка.
Для стрельбы из снайперской винтовки применяются винтовочные патроны калибра 7.62mm NATO (.308Win), .300 Winchester magnum, .338 Lapua Magnum (8.6x70mm) . Технически представляет собой 5 — 10 зарядную винтовку с продольно-скользящим поворотным затвором. Для стрельбы Erma SR-100 имеет быстросменные стволы трех различных калибров.
Винтовка комплектуется оптическим прицелом. Винтовка состоит на вооружении ряда европейских формирований, таких как немецкие KSK и GSG-9.